# Come on Down (Green River)
Come on Down è un EP del gruppo musicale grunge Green River pubblicato nel 1985. Nel 1992 ne è stata pubblicata una riedizione in formato CD.

## Tracce
1. Come on Down – 3:23
2. New God – 4:29
3. Swallow My Pride – 3:04
4. Ride of Your Life – 4:16
5. Corner of My Eye – 5:04
6. Tunnel of Love – 7:27